# فن العصر الحجري القديم الأوسط
يعود تاريخ أقدم الأمثلة عن الفن التشخيصي المعروف من أوروبا ومن سولاوسي، إندونيسيا، إلى نحو 35000 عام (فن العصر الحجري القديم العلوي). يُعتبر ظهور الفن التشخيصي جنبًا إلى جنب مع الدين والثقافيين العالميين من المجتمعات البشرية المعاصرة، سمة ضرورية للحداثة السلوكية العامة.
هناك بعض الأمثلة عن التصميمات غير التشخيصية التي تسبق إلى حد ما العصر الحجري القديم العلوي، منذ نحو 70000 سنة مضت (إم آي إس 4) (مراحل النظائر البحرية 4). تشمل هذه على أحدث لوحات الكهوف الإيبيرية، بما في ذلك طباعة اليد في كهف مالترافيسو، وهي عبارة عن تصاميم خطية بسيطة، وطلاء أحمر اللون يُطبق على ترسبات الكهف المتدلية، يعود تاريخه إلى 64000 سنة مضت، وهو يُعزى إلى النياندرتال. بالمثل، وجد في كهف بلومبوس في جنوب أفريقيا بعض الحجارة مع شبكة منقوشة أو نقوش ذات خطوط متعامدة يعود تاريخها إلى نحو 73000 سنة مضت، ولكنها تُعزى إلى الإنسان العاقل.

## أوروبا
في إسبانيا، يرجع تأريخ اليورانيوم- الثوريوم للتصاميم المرسومة في كهوف لا باسيغا (كانتابريا)، وطباعة يد في مالترافيسو (إكستريمادورا) وترسبات كهفية ملونة باللون الأحمر في آرداليس (أندلسيا)، لأكثر من 64800 عام، وهي تسبق أقدم فن معروف سابق بما لا يقل عن 20000 سنة.
دار جدال حول قناع لا روتشي كوتارد وما إذا كان دليلًا على الفن التشخيصي للنياندرتال، رغم أنه وجد في فترة ما بعد اتصالهم بالإنسان العاقل. ساد ادعاء على نحو مثير للجدل أن «فلوت ديفجي بابي» هي آلة موسيقية من صنع النياندرتال، وقد ادعى علماء آثار آخرون أن أصلها يعود للكرو- مانيون. يحتفظ عدد من علماء الآثار المتنافسين بافتراضات بديلة مفادها أن الثقوب الدائرية والمتباعدة والمتصفة بشكل مثالي هي عبارة عن علامات لعضات آكلات اللحوم. إن الحجة الرئيسية لدعم فرضياتهم البديلة هذه هي مغالطة في الأساس، إذ لا يمكن للتحفة التي يبدو أنها من أصل نيناندرتالي أن تكون كذلك لأن النياندرتال لم يكن لديهم موسيقا بحسب ما جاء به هؤلاء العلماء أنفسهم.

## جنوب أفريقيا
اكتُشف في عام 2002 في كهف بلومبوس في جنوب أفريقيا، أحجار مغرة منقوشة بأنماط وخطوط متقاطعة، يعود تاريخها إلى نحو 70000 عام مضى. اقترح هذا لبعض الباحثين أن الإنسان العاقل كان قادرًا على التجريد وإنتاج الفن التجريدي أو الفن الرمزي في وقت مبكر. اكتُشف أيضًا في كهف بلومبوس حبات الصدف، التي تعود أيضًا إلى نحو 70000 عام مضى. جرى الإبلاغ عن مغرة منقوشة في مواقع أخرى من العصر الحجري الأوسط، مثل كلاين كليفويس، كهف المعجزة والكهف 1 من كهوف نهر كلاسيس. يمكن القول إن هذه القطع المنقوشة من المغرة تمثل، جنبًا إلى جنب مع بقايا بيض النعام من ديبكلوف، أقدم أشكال التمثيل التجريدي وتقاليد التصميم التقليدي المسجلة حتى الآن. طُعن في أسباب تفسير أنماط الرسم على أنها «رمزية»، واقتُرحت العديد من التفسيرات الوظيفية البحتة للأجسام التي قدموها، مثل كونها تُستخدم لحماية الجلد من الشمس أو الحشرات أو مطارق طرية للتشذيب أو تعمل كمادة حافظة أو كدواء. وُصفت الخطوط المتقاطعة في كهف فلومبوس والتي يعود تاريخها إلى نحو 73000 عام، بأنها «رسومات مجردة» في نشرة عام 2018.